# Przemysław Jaskółowski
Przemysław Jaskółowski,  (ur. 31 sierpnia 1976 w Krakowie) – polski publicysta, historyk wojskowości i kolekcjoner, na początku lat 90. XX w. twórca ruchu ożywiania historii wojskowości.

## Życiorys
Ukończył II Liceum Ogólnokształcące im Jana III Sobieskiego w Krakowie, w latach 2000-2004 studiował na Wydziale Inżynierii Materiałowej i Ceramiki na Akademii Górniczo Hutniczej w Krakowie, gdzie z wynikiem bardzo dobrym obronił pracę magisterską z zakresu nowoczesnych pancerzy ceramiczno-metalicznych w zastosowaniach wojskowych. 
W roku 1996 został laureatem II edycji ogólnopolskiego samorządowym konkursu dla młodzieży "8 Wspaniałych" za zaangażowanie w przywracanie i upamiętnianie historii wojskowości. Od 1996 roku jest Prezesem stowarzyszenia Tradycyjny Oddział C. i K. Regimentu Artylerii Fortecznej No. 2 barona Edwarda von Beschi - Twierdza Kraków, którego był jednym z założycieli.
Pasjonat i miłośnik historii wojskowości, od 2004 roku publikuje prace z zakresu historii wojskowości. Współpracuje z czasopismami „Polska Zbrojna”, "„Polska Zbrojna Historia”, „Wychowawca” i „Biuletyn Informacyjny Światowego Związku Żołnierzy Armii Krajowej”. 
Jest autorem i projektantem licznych upamiętnień w postaci pomników i tablic pamiątkowych. 
Stworzył tradycję świętowania w Krakowie bezkrwawej rewolucji, czyli przejęcia władzy od zaborców przez Wojsko Polskie w Krakowie w dniach 30 i 31 października 1918 r.
Jest twórcą Szlaku Orląt Lwowskich. Doprowadził do uroczystej ekshumacji gen. bryg. Ottokara Brzoza Brzeziny i jego ponownego pochówku na cmentarzu Powązki Wojskowe w Warszawie. 

## Wystawy
- 1997: Kraków – Miasto Garnizonowe 1848-1939 Muzeum Historyczne Miasta Krakowa 1997),
- 1999: Nasza Artyleria - Dom Kultury Podgórze,
- 2010: Austriacko-węgierskie fortyfikacje nadgraniczne - Polska Akademia Nauk w Wiedniu,
- 2011: C i K Humor - Stowarzyszenie Historyków Sztuki Oddział Kraków[12],
- 2012: Humor w k.u.k. okopach (Stowarzyszenie Historyków Sztuki Oddział Kraków[13],
- 2014: cykl wystaw 100 lat Flotylli Wiślanej i regulacji górnego biegu Wisły[14]: Barka Alrina Kraków, Stowarzyszenie Historyków Sztuki Oddział Kraków, Muzeum Regionalne w Sandomierzu, Pałac Czartoryskich w Puławach[15] i Muzeum Wojska Polskiego,
- 2017: Forteczny Most - klub 6 Brygady Powietrznodesantowej w Krakowie,
- 2024: cykl wystaw Nasi Strzelcy - Legiony Polskie podczas I wojny światowej 1914-1917: Muzeum Janosa Damjanicha w Solnoku i Muzeum Narodowym Historii Współczesnej Słowenii w Lublanie.

## Zrealizowane upamiętnienia

### Pomniki
- 1999 – pomnik na Cmentarzu Wojennym Nr 384,[16] upamiętniający żołnierzy wielu  narodowości pochowanych w tym miejscu,
- 2018 – dwa pomniki na Szlaku Orląt Lwowskich w Ustrobnej[17] i Czeladzi[18]. Upamiętnienie por. Jana Feliksa Charlewskiego i Jurka Bitschana.

### Tablice pamiątkowe
- 2018 – dworzec kolejowy Kraków-Płaszów[19], upamiętnienie pierwszego miejsca niepodległej Polski dnia 30.X.1918 r., z którego rozesłano telegram o "rewolucji w Krakowie" rozpoczynającego przejmowanie władzy od zaborców,
- 2018 – Fort de Troyon(inne języki) (Francja)[11], upamiętnienie żołnierzy francuskich i polskich poległuch na froncie zachodnim w latach 1914-1918,
- 2019 – cmentarz żołnierzy polskich poległych w walkach o przyczółek halicki we wrześniu 1920 r w Haliczu (Ukraina)[20], oznaczenie miejsca spoczynku żołnierzy z 21 i 36 pułku piechoty zdobywających przyczółek halicki w walkach we wrześniu 1920 r.
- 2021 – cmentarz wojenny nr 162 w Tuchowie (2021)[11], oznaczenie cmentarza żołnierzy wyznania mojżeszowego poległych w walkach 1914-1915
- 2022 – cmentarz wojenny z lat 1914-1918 w Pać (Kosovo)[21], upamiętnienie żołnierzy narodowości polskiej poległych w 1916 roku na terenie obecnego Kosowa
- 2023 – Katedra Polowej Wojska Polskiego w Warszawie.[22], upamiętnienie żołnierzy Oddziału Dyspozycyjnego "B" Kedywu Okręgu Warszawa AK ufundowanej przez Służbę Ochrony Państwa.

## Publikacje

### Książki
- Austriacko-węgierska artyleria forteczna w przededniu wybuchu I wojny światowej, Kraków 2004, (ISBN 83-920895-3-7)
- Działa Okopowe C. i K. armii 1914-1918, Przemyśl 2008, (ISBN 978-83-923657-9-2)
- Österreichisch-Ungarische Grenzbefestigungen 1914-1918 / Austriacko-Węgierskie fortyfikacje nadgraniczne, Kraków-Wiedeń 2010, (ISBN 978-83-931142-0-7)
- Humor w k.u.k. okopach, Kraków 2012, (ISBN 978-83-931142-5-2)
- Tradycyjny Oddział C. i K. Regimentu Artylerii Fortecznej No. 2 barona Edwarda von Beschi - Twierdza Kraków = Die Traditions Abteilung des k.u.k. Festungsartillerieregiment No. 2 Freiherr Eduard von Beschi - Festung Krakau, Warszawa 2016
- W służbie Habsburgów dla niepodległości Polski, Warszawa 2018, (OCLC : (OCoLC)1241592257)
- Zarys działalności Tradycyjnego Oddziału C. i K. Regimentu Artylerii Fortecznej No. 2 barona Edwarda von Beschi - Twierdza Kraków, Warszawa 2023

### Publikacje zbiorowe
- Die Kriegshandlungen des Jahres 1914 in den Erinnerungen eines Artilleristen aus dem Festungsartillerieregiment Nr. 2, Osterreichisch-polnische, Militarische Beziehungen im 20. Jahrhundert, Wien 2010, (ISBN 978-3-902551-17-7)
- Osterreich-Ungarn in den Schutzengraben 1914-1918; Militarische, gesellschaftliche und technisch-okunomische Aspekte des Stellungskrieg, Jahrbuch des Wissenschaftlichen Zentrums der Polnischen Akademie der Wissenschaften in Wien, Wien 2011, (ISBN 978-3-9502472-4-1)

### Publikacje w czasopismach branżowych
- La artilleria de fortaleza austro-hungara 1891-1917 (1a parte), Revista Espaniola de Historia Militar, Valladolid 2007, (ISSN 1575-9059)[23]
- La artilleria de fortaleza austro-hungara 1891-1917 (2a parte), Revista Espaniola de Historia Militar, Valladolid 2008, (ISSN 1575-9059)[24]
- Austriacko-węgierska artyleria forteczna 1891-1917, Infort nr specjalny II, Gliwice 2009, (ISSN 1234-009X)
- Ewolucja odznaki identyfikacyjnej Biura Ochrony Rządu w latach 1970-2018, Kwartalnik Policyjny nr 1-2 (52-53) Rok IX, Legionowo 2020, (ISSN 1898-1453)

## Filmografia
- 2010: Wojna i Miłość[25]
- 2014: Pierwsza Kadrowa[25]
- 2015: Historia Roja[25]
- 2016: Historia Roja[25]
- 2019: Orlęta Lwowskie - Zapomniani Bohaterowie[26]

## Odznaczenia
- 2024[potrzebny przypis]: Odznaka okolicznościowa Medal Stulecia Powołania Formacji Ochronnej[27]
- 2024[potrzebny przypis]: Medal Pro Patria[27]
- 2024: Krzyż służby Niepodległości[28]
- 2023[potrzebny przypis]: Odznaka honorowa SOP[27]
- 2023[potrzebny przypis]: Medal Opiekun Miejsc Pamięci Narodowej[27]
- 2023[potrzebny przypis]: Medal Błogosławionego ks. Jerzego Popiełuszki[27]
- 2017[potrzebny przypis]: Złota Odznaka Zasługi Republiki Austrii[27]
- 2011[potrzebny przypis]: Krzyż 2 Klasy Za Opiekę nad Węgierskimi Cmentarzami Wojennymi(inne języki)[27]
- 1999[potrzebny przypis]: Srebrny Krzyż Honorowy Austriackiego Czarnego Krzyża[27]
- 2018: Rycerz Komandor Orderu Świętego Łazarza Jerozolimskiego[potrzebny przypis]